# 큰짧은코과일박쥐
큰짧은코과일박쥐 또는 짧은코과일박쥐, 짧은코인도과일박쥐(Cynopterus sphinx)는 큰박쥐과에 속하는 박쥐의 일종이다. 남아시아와 동남아시아에서 발견된다.